# 2002年の音楽
2002年の音楽（2002ねんのおんがく）では、2002年の音楽分野に関する動向をまとめる。
2001年の音楽-2002年の音楽-2003年の音楽

## 詳細

### 1月
- 9日 - キンモクセイが「二人のアカボシ」を発売。
- 10日〜11日 - 浜田省吾が20年ぶりの日本武道館公演。1998年4月から3年半に渡るツアー「ON THE ROAD 2001」がフィナーレを迎える。
- 14日 - SMAPの稲垣吾郎謹慎明け。
- 23日 - accessがこの日発売のニューシングル「Only the love survive」を引っさげて7年ぶりに電撃復活。
- 30日 - プロレスラーのタイガー・ジェット・シンがシングル「愛が地球を救うのだ」を発売。浅野社長とゴージャス松野が特別参戦した。

### 2月
- 6日 - 嵐がジェイ・ストームに移籍、限定シングル「A Day in Our Life」を発売する。
- 20日 - 2001年はシングルの発売がなかった下川みくにが、この日に1年2ヶ月ぶりのシングル「tomorrow/枯れない花」を発売した。

### 3月
- 月中 - 坂本冬美が膵炎の病気療養など諸事情により、同月限りで音楽活動を休止。
- 10日 - SIAM SHADE解散。日本武道館で行われた解散コンサートは、観客動員数15,000人を記録した（武道館公演に於いての最多記録でもある）。
- 13日 - エイベックスがこの日発売のBoAのシングル「Every Heart -ミンナノキモチ-」を皮切りに、コピーコントロールCDを強制採用する。
- 21日 - DREAMS COME TRUEの西川隆宏が独立。
- 24日 - テレビ東京で1995年10月から始まり、モーニング娘。やCHEMISTRYを輩出したオーディション番組「ASAYAN」がこの日終了。

### 4月
- 月中 - GLAYのTERUがPUFFYの大貫亜美と結婚。
- 24日 - 小田和正が4年5ヶ月ぶりのベストアルバム「自己ベスト」を発売。

### 5月
- 月中
  - m-floのLISAが脱退。
  - 布袋寅泰が頭蓋骨骨折事故を起こし、全国ツアーとニューシングルの発売が延期になった。
- 9日
  - 今井美樹が東芝EMIに移籍、この日にシングル「微笑みのひと」を発売。
  - 松田聖子の娘、SAYAKAが歌手デビュー。
- 22日 - 2001年はシングル発売を行なっていなかったZARDが、この日に1年6ヶ月ぶりのシングル「さわやかな君の気持ち」を発売した。

### 6月
- 19日 - RAG FAIRがこの日にシングル「恋のマイレージ」と「Sheサイド ストーリー」を同時発売した。
- 27日 - FIFA ワールドカップ オフィシャル・コンサート：B'zとエアロスミスが東京スタジアムで共演[1]。

### 7月
- 7日 - 松室麻衣がdreamを卒業し、新規メンバーに阿井莉沙、阿部絵里恵、高本彩、中島麻未、西田静香、山本紗也加の加入で8人編成に移行。
- 10日 - 1998年に他界したX JAPANのhideが1996年に制作し、未発表音源となっていた新曲「In Motion」がCDシングルで発売した。
- 23日 - Mr.Childrenのボーカル・桜井和寿が小脳梗塞により入院中と報道され、当面の間音楽活動休止を発表。
- 31日 - つんく♂がハロー!プロジェクトの新編成を発表、主な例として、タンポポとプッチモニの両方のグループのメンバーチェンジ、カントリー娘。のりんねが卒業、平家みちよがハロー!プロジェクトから独立する事態となった。

### 8月
- 24日 - LINDBERGがこの日開催のラストライブを以て解散。

### 9月
- 月中 - globeにYOSHIKIが正式に加入した。
- 6日 - 宇多田ヒカルが、フォトグラファーの紀里谷和明と結婚。
- 11日
  - 結成15周年を迎えたスピッツが2年ぶりのアルバム「三日月ロック」を発売。
  - タッキー&翼がCDデビュー。
- 23日 - 後藤真希がモーニング娘。を卒業。この日は、後藤自身の誕生日である。
- 26日 - 桑田佳祐が8年ぶりのソロアルバム「ROCK AND ROLL HERO」を発売。

### 10月
- 13日 - GLAYが、中国北京市の北京工人体育場で3万5000人規模のライブを敢行。

### 11月
- 20日 - デビュー30周年を迎えた松任谷由実がニューアルバム「Wings of Winter, Shades of Summer」を発売。
- 22日 - 小室哲哉とKEIKOが結婚。

### 12月
- 18日 - KDDIと沖縄セルラー連合の各auブランドで「着うた」がサービス開始。この日発売のCHEMISTRYの限定シングル「My Gift to You」が史上初の着うたである。
- 21日 - Mr.Childrenが病気療養中だった桜井和寿が活動復帰を受け、一夜限りのライブ「TOUR 2002 DEAR WONDERFUL WORLD IT'S A WONDERFUL WORLD ON DEC 21」を開催。
- 31日 - 第53回NHK紅白歌合戦が放送された。紅組トリは石川さゆり、白組トリおよび大トリは五木ひろし。アルフレッド・カセーロ、w-inds.、KICK THE CAN CREW、キンモクセイ、島谷ひとみ、ジョン・健・ヌッツォ、鈴木慶江、中島美嘉、中島みゆき、夏川りみ、BEGIN、藤本美貴、BoA、RAG FAIRが初出場。

## 洋楽シングル
- ブランディ – ワット・アバウト・アス?
- ブランディ – フル・ムーン
- Vanessa Carlton – A Thousand Miles
- Kelly Clarkson – A Moment Like This
- コールドプレイ – Clocks
- コールドプレイ – The Scientist
- The Coral– Dreaming of You
- エミネム「ルーズ・ユアセルフ」
- エミネム – Cleaning Out My Closet
- エミネム – Sing for the Moment
- エミネム – White America
- アヴリル・ラヴィーン「スケーター・ボーイ」「コンプリケイテッド」
- カイリー・ミノーグ「ラヴ・アット・ファースト・サイト」「カム・イントゥ・マイ・ワールド」
- ネリー「ジレンマ」
- P!NK「ゲット・ザ・パーティー・スターテッド」
- ラス・ケチャップ「アセレヘ〜魔法のケチャップ・ソング」
- リンキン・パーク「イン・ジ・エンド」
- ロビー・ウィリアムズ「フィール」
- ウィル・ヤング「エヴァーグリーン」

## 洋楽アルバム
- Christina Aguilera : Stripped
- ボン・ジョヴィ : Bounce
- Bruce Springsteen : The Rising
- Céline Dion : A New Day Has Come
- Coldplay: A Rush of Blood to the Head
- David Bowie : Best of Bowie
- エミネム『ザ・エミネム・ショウ』
- Elton John: The greatest hits 1970-2002
- Elvis Presley : Elv1s - 30 Number 1 hits
- Foo Fighters : One by One
- アヴリル・ラヴィーン : Let Go
- Jennifer Lopez : This Is Me... Then
- Justin Timberlake : Justified
- Moby : 18
- オアシス『ヒーザン・ケミストリー』
- ネリー『ネリーヴィル』
- シャキーラ『ランドリー・サービス』

## ジャズ
- ノラ・ジョーンズ: Come Away with Me
- Pat Metheny: Trio 99 – 00|Trio 99 → 00 (Warner Bros.)
- Joshua Redman: Beyond  (Warner Bros. Records)
- Evan Parker / Barry Guyほか: After Appleby
- Dave Douglas: El Trilogy

## クラシック
- Patrick Hawes – Blue in Blue
- Kalevi Aho – Flute Concerto
- Leonardo Balada – Passacaglia for Orchestra
- Derek Bourgeois – Symphony No. 9
- George Crumb – Eine Kleine Mitternachtmusik (A Little Midnight Music),piano
- Peter Maxwell Davies　– Naxos Quartet　No. 1
- Beat Furrer – Phasma
- フィリップ・グラス – Concerto for Harpsichord and Chamber Orchestra
- Tolga Kashif – Queen Symphony

## 日本のシングル
- シングル・アルバムともに、浜崎あゆみ・宇多田ヒカルの2大歌姫によって上位2作が独占された。
- 上位3作が女性ソロ歌手によって独占された（浜崎、宇多田、元ちとせ）。これは、1982年（あみん、薬師丸ひろ子、岩崎宏美）以来20年ぶりの出来事である。
- 前年は1991年以来10年ぶりに、年間シングルチャートのミリオンセラーが10作を割ったが、この年発売されたシングルのミリオンセラーは、浜崎あゆみの「H」1作のみであった。
  - 個人セールスは低下しているが、その中でも宇多田ヒカルは年間TOP10内に3作チャートインした。
- シングル売り上げが過去最大の下落率（82百万枚、前年比△24.3%）となり、最盛期の1997年の約半分に落ち込んだ。
- ジャニーズ関連作品の売り上げが伸び悩んでおり、年間最高位は嵐の21位。
- 「愛のうた」がTOP10入りした。
- Mr.Childrenは年間TOP20以内に2作と安定した人気。また前年末発売の「youthful days」も、前年・本年度合算で約70万枚となり、本年6位の「SAKURAドロップス/Letters」と同等のヒットとなる。
- また、42位には柴矢裕美の「おさかな天国」がチャートイン。こちらも本来商用目的でないキャンペーンソングであるため、異例のヒットとなった。
- GLAYは21世紀以降で初のシングル年間TOP10入り。「Way of Difference」はこの年の初動最高セールスを記録。また有線リクエスト年間ランキングでも1位を獲得した。

### 年間TOP50
※集計期間 2001年12月3日付 - 2002年11月25日付
集計会社 オリコン
- 1位 浜崎あゆみ：「H」
- 2位 宇多田ヒカル：「traveling」
- 3位 元ちとせ：「ワダツミの木」
- 4位 Dragon Ash：「Life goes on」
- 5位 GLAY：「Way of Difference」
- 6位 宇多田ヒカル：「SAKURAドロップス／Letters」
- 7位 平井堅：「大きな古時計」
- 8位 ストロベリー・フラワー：「愛のうた 〜ピクミンのテーマ〜」
- 9位 浜崎あゆみ：「Voyage」
- 10位 宇多田ヒカル：「光」
- 11位 桑田佳祐：「東京」
- 12位 Mr.Children：「君が好き」
- 13位 Mr.Children：「Any」
- 14位 B'z：「熱き鼓動の果て」
- 15位 浜崎あゆみ：「Free & Easy」
- 16位 倉木麻衣：「Feel fine!」
- 17位 モーニング娘。：「そうだ! We're ALIVE」
- 18位 浜崎あゆみ & KEIKO：「a song is born」
- 19位 Dragon Ash：「FANTASISTA」
- 20位 ロードオブメジャー：「大切なもの」
- 21位 嵐：「a Day in Our Life」
- 22位 島谷ひとみ：「亜麻色の髪の乙女」
- 23位 氷川きよし：「きよしのズンドコ節」
- 24位 J-FRIENDS：「ALWAYS (A SONG FOR LOVE)」
- 25位 KinKi Kids：「カナシミ ブルー」
- 26位 ミニハムず：「ミニハムずの愛の唄」
- 27位 麻波25：「SONS OF THE SUN」
- 28位 MISIA：「眠れぬ夜は君のせい」
- 29位 モーニング娘。：「Do it! Now」
- 30位 SMAP：「freebird」
- 31位 RIP SLYME：「楽園ベイベー」
- 32位 CHEMISTRY：「君をさがしてた 〜New Jersey United〜」
- 33位 小田和正：「キラキラ」
- 34位 中島美嘉：「STARS」
- 35位 KinKi Kids：「solitude 〜真実のサヨナラ〜」
- 36位 GLAY：「逢いたい気持ち」
- 37位 桑田佳祐：「白い恋人達」
- 38位 堂本剛：「街／溺愛ロジック」
- 39位 ミニモニ。：「ミニモニ。ひなまつり!／ミニ。ストロベリ〜パイ」
- 40位 Mr.Children：「youthful days」
- 41位 倉木麻衣：「Winter Bells」
- 42位 柴矢裕美：「おさかな天国」
- 43位 GLAY：「またここであいましょう」
- 44位 MINMI：「The Perfect Vision」
- 45位 ケツメイシ：「トモダチ」
- 46位 ポルノグラフィティ：「Mugen」
- 47位 嵐：「ナイスな心意気」
- 48位 RIP SLYME：「FUNKASTIC」
- 49位 キンモクセイ：「二人のアカボシ」
- 50位 ゆず：「恋の歌謡日」

### インディーズシングル年間10
|      | 作品                                             | レーベル                           |
| ---- | ------------------------------------------------ | ---------------------------------- |
| 1位  | ロードオブメジャー「大切なもの」                 | tearbridge records                 |
| 2位  | GOING STEADY「童貞ソー・ヤング」                 | Libra Records                      |
| 3位  | STANCE PUNKS「クソッタレ解放区〜クソッタレ2」    | Dynamord Label                     |
| 4位  | 氣志團「One Night Carnival」                     | TiNSTAR RECORDS                    |
| 5位  | HOLiDAYS&GOING STEADY「HOLiDAYS & GOING STEADY」 | Libra Records                      |
| 6位  | 175R「From North Nine States」                   | Libra Records                      |
| 7位  | SKA SKA CLUB「Sound Connection e.p」             | Sunny Life Records/Limited Records |
| 8位  | orange pekoe「やわらかな夜」                     | NEW WORLD RECORDS                  |
| 9位  | 福耳「10 Years After」                           | AUGASTA RECORDS                    |
| 10位 | ガガガSP「国道二号線」                           | RUN RUN RUN RECORDS                |

## 日本のアルバム
- アルバム部門も、シングル同様、浜崎あゆみ・宇多田ヒカルの2大歌姫によって上位2作が独占された。アルバムチャートにおいては、2年連続である。
  - また、浜崎あゆみは3年連続で、年間アルバムチャート2位（翌年も2位であるため、4年連続となっている）。
- アルバム全体の売り上げも低下傾向にあり[注釈 1]、ミリオンセラーも前作の22作から大幅減の7作。年間アルバムチャートのミリオンセラー作品が2ケタを割ったのは、1994年以来8年ぶり。
- 前作から約1年ぶりの発売となった宇多田ヒカルのアルバム『DEEP RIVER』が、初動売上だけで2位の累計売上を上回り、累計360万枚を売り上げる（日本歴代9位）大ヒットとなった。
- MONGOL800の『MESSAGE』が、インディーズメーカーからの発売であるものの、200万枚に迫る大ヒット。
- 小田和正のベスト・アルバム『自己ベスト』が大ヒット。最終的な累計売上は300万枚を超えている。
- 主に1990年代のテレビドラマ主題歌を中心としたコンピレーションアルバム『kiss 〜dramatic love story〜』がヒット。オムニバスアルバムとしては、比較的長期にわたりCMが放映された。
  - 同じく1980年代の日本国内における洋楽のコンピレーションアルバム『FINE -TV HITS and happy music-』もロングヒットとなった。

### 年間TOP50
※集計期間 2001年12月3日付 - 2002年11月25日付
集計会社 オリコン
- 1位 宇多田ヒカル：『DEEP RIVER』
- 2位 浜崎あゆみ：『I am...』
- 3位 MONGOL800：『MESSAGE』
- 4位 MISIA：『MISIA GREATEST HITS』
- 5位 小田和正：『自己ベスト』
- 6位 Mr.Children：『IT'S A WONDERFUL WORLD』
- 7位 B'z：『GREEN』
- 8位 中島美嘉：『TRUE』
- 9位 RIP SLYME：『TOKYO CLASSIC』
- 10位 CHEMISTRY：『The Way We Are』
- 11位 Various Artists：『kiss 〜dramatic love story〜』
- 12位 BoA：『LISTEN TO MY HEART』
- 13位 Do As Infinity：『Do The Best』
- 14位 MISIA：『KISS IN THE SKY』
- 15位 Various Artists：『FINE -TV HITS and happy music-』
- 16位 元ちとせ：『ハイヌミカゼ』
- 17位 Tommy february6：『Tommy february6』
- 18位 LOVE PSYCHEDELICO：『LOVE PSYCHEDELIC ORCHESTRA』
- 19位 GLAY：『ONE LOVE』
- 20位 Steady&Co.：『CHAMBERS』
- 21位 hitomi：『SELF PORTRAIT』
- 22位 桑田佳祐：『ROCK AND ROLL HERO』
- 23位 倉木麻衣：『FAIRY TALE』
- 24位 MY LITTLE LOVER：『singles』
- 25位 FUKUYAMA ENGINEERNING GOLDEN OLDIES CLUB BAND：『「福山エンヂニヤリング」サウンドトラック The Golden Oldies』
- 26位 小澤征爾&ウィーン・フィルハーモニー管弦楽団：『ニューイヤーコンサート2002』
- 27位 MONGOL800：『GO ON AS YOU ARE』
- 28位 hitomi：『huma-rhythm』
- 29位 エンヤ：『フォ・ラヴァーズ 〜「冷静と情熱のあいだ」テーマ曲集』
- 30位 ケツメイシ：『ケツノポリス2』
- 31位 モーニング娘。：『4th「いきまっしょい!」』
- 32位 aiko：『秋 そばにいるよ』
- 33位 Every Little Thing：『Every Ballad Songs』
- 34位 鬼束ちひろ：『This Armor』
- 35位 ポルノグラフィティ：『雲をも摑む民』
- 36位 松任谷由実：『sweet, bitter sweet 〜YUMING BALLAD BEST』
- 37位 ゴスペラーズ：『FRENZY』
- 38位 ゆず：『ユズモア』
- 39位 稲葉浩志：『志庵』
- 40位 島谷ひとみ：『シャンティ』
- 41位 GLAY：『UNITY ROOTS & FAMILY,AWAY』
- 42位 東京スカパラダイスオーケストラ：『Stompin' On DOWN BEAT ALLEY』
- 43位 愛内里菜：『POWER OF WORDS』
- 44位 スピッツ：『三日月ロック』
- 45位 BUMP OF CHICKEN：『jupiter』
- 46位 椎名林檎：『唄ひ手冥利 〜其ノ壱〜』
- 47位 Vairous Artists：『ザ・エイティーズ』
- 48位 Various Artists：『プッチベスト2 〜三・7・10〜』
- 49位 アヴリル・ラヴィーン：『レット・ゴー』
- 50位 DREAMS COME TRUE：『monkey girl odyssey』

### インディーズアルバム年間10
|      | 作品                               | レーベル                       |
| ---- | ---------------------------------- | ------------------------------ |
| 1位  | MONGOL800「MESSAGE」               | TISSUE FREAK RECORDS           |
| 2位  | MONGOL800「GO ON AS YOU ARE」      | TISSUE FREAK RECORDS           |
| 3位  | 175R「Go!upstart!」                | i hate Records/Limited Records |
| 4位  | GOING STEADY「さくらの唄」         | Libra Records                  |
| 5位  | HY「Departure」                    | CLIMAX                         |
| 6位  | THE STAND UP「今、僕等、歩く道。」 | HEAVENS ROCK RECORDS           |
| 7位  | STANCE PUNKS「STANCE PUNKS」       | Dynamord                       |
| 8位  | STANCE PUNKS「スタンスパンクス」   | Imagine Label                  |
| 9位  | GOING STEADY「BOYS&GIRLS」         | Libra Records                  |
| 10位 | EGO-WRAPPIN'「色彩のブルース」     | ミラーボール                   |

## 日本のDVD&ビデオ

### DVD
前年に引き続き上位2作を宇多田ヒカルとBOØWYが独占。TOP5内には宇多田ヒカルの作品が3作チャートインした。
- 1位 宇多田ヒカル『traveling』
- 2位 BOØWY『1224』
- 3位 宇多田ヒカル『UTADA HIKARU SINGLE CLIP COLLECTION+ VOL.3 UH3+』
- 4位 浜崎あゆみ『ayumi hamasaki DOME TOUR 2001 A』
- 5位 宇多田ヒカル『Utada Hikaru Unplugged』
- 6位 倉木麻衣『Mai Kuraki&Experience First Live Tour 2001 ETERNAL MOMENT』
- 7位 中澤裕子・タンポポ・プッチモニ・ミニモニ。・後藤真希・カントリー娘。に石川梨華（モーニング娘。）『Together! Clips』
- 8位 浜崎あゆみ『A clips vol.2』
- 9位 モーニング娘。『モーニング娘。コンサートツアー2002春 "LOVE IS ALIVE!" at さいたまスーパーアリーナ』
- 10位 Various Artists『Hello!Project2002～今年もすごいぞ!～』
- 11位 松浦亜弥『松浦シングルMクリップス1』
- 12位 SMAP『LIVE pamS』
- 13位 モーニング娘。『シングルV「そうだ! We're ALIVE」』
- 14位 バックストリート・ボーイズ『グレイテスト・ヴィデオ・ヒッツ－チャプター・ワン』
- 15位 松浦亜弥『松浦亜弥 FIRST CONCERT TOUR 2002春 "FIRST DATE" at 東京国際フォーラム』
- 16位 KinKi Kids『-ISM』
- 17位 堂本光一『KOICHI DOMOTO SHOCK DIGEST』
- 18位 倉木麻衣『Mai Kuraki "Loving You…" Tour 2002 Complate Edition』
- 19位 GLAY『GLAY EXPO 2001 "GLOBAL COMMUNICATION" LIVE IN HOKKAIDO SPECIAL EDITION』
- 20位 SMAP『Clip! Smap!』
- 21位 GLAY『GLAY DOME TOUR 2001-2002 ONE LOVE』
- 22位 愛内里菜『PREMIER SHOT ＃1』
- 23位 小澤征爾『ニューイヤー・コンサート2002』
- 24位 Mr.Children『MR.CHILDREN CONCERT TOUR POPSAURUS 2001』
- 25位 モーニング娘。『シングルV「Do it! Now」』
- 26位 浜田省吾『WE ARE STILL ON THE ROAD』
- 27位 BOØWY『“GIGS”CASE OF BOØWY 1』
- 28位 BOØWY『LAST GIGS』
- 29位 浜田省吾『ON THE ROAD 2001』
- 30位 BOØWY『“GIGS”CASE OF BOØWY 2』

### ビデオ
- 1位 SMAP『LIVE pamS』
- 2位 KinKi Kids『-ISM』
- 3位 GLAY『GLAY EXPO 2001 "GLOBAL COMMUNICATION" LIVE IN HOKKAIDO SPECIAL EDITION』
- 4位 BOØWY『1224』
- 5位 堂本光一『KOICHI DOMOTO SHOCK DIGEST』
- 6位 バックストリート・ボーイズ『グレイテスト・ヴィデオ・ヒッツ－チャプター・ワン』
- 7位 浜崎あゆみ『ayumi hamasaki DOME TOUR 2001 A』
- 8位 嵐『ALL or NOTHING』
- 9位 GLAY『GLAY DOME TOUR 2001-2002 ONE LOVE』
- 10位 w-inds.『WORKS vol.1

Category:2002年のライブ・ビデオを参照

## 音楽配信 (日本)

### 音楽配信ゴールド認定シングル
| 作品名                                               | 認定月     |
| ミリオン                                             | ミリオン   |
| ---------------------------------------------------- | ---------- |
| ネリー「ジレンマ」（着うた）                         | 2008年1月  |
| トリプル・プラチナ                                   |            |
| エミネム「ルーズ・ユアセルフ」（着うた）             | 2007年4月  |
| ダブル・プラチナ                                     |            |
| 氣志團「One Night Carnival」（着うた）               | 2006年8月  |
| プラチナ                                             |            |
| RIP SLYME「楽園ベイベー」                            | 2015年4月  |
| Dragon Ash「FANTASISTA」                             | 2017年5月  |
| ウルフルズ「笑えれば」                               | 2022年4月  |
| ゴールド                                             |            |
| CHEMISTRY「My Gift to You」                          | 2009年9月  |
| 宇多田ヒカル「SAKURAドロップス」                     | 2011年4月  |
| アヴリル・ラヴィーン「コンプリケイテッド」           | 2012年5月  |
| 小田和正「キラキラ」                                 | 2014年1月  |
| ザ・ベイビースターズ「ヒカリへ」                     | 2014年1月  |
| 中島美嘉「WILL」                                     | 2014年1月  |
| エミネム「ウィザウト・ミー」                         | 2014年2月  |
| 浜崎あゆみ「Voyage」                                 | 2014年7月  |
| ヴァネッサ・カールトン「サウザンド・マイルズ」       | 2014年10月 |
| 浜崎あゆみ「HANABI」                                 | 2015年1月  |
| Dragon Ash「Life goes on」                           | 2015年8月  |
| ゴスペラーズ「星屑の街」                             | 2016年2月  |
| 元ちとせ「ワダツミの木」                             | 2016年2月  |
| つじあやの「風になる」                               | 2016年6月  |
| MISIA「眠れぬ夜は君のせい」                          | 2016年9月  |
| BoA「VALENTI」                                       | 2016年12月 |
| Do As Infinity「陽のあたる坂道」                     | 2017年8月  |
| 東京スカパラダイスオーケストラ「美しく燃える森」     | 2018年4月  |
| BoA「JEWEL SONG」                                    | 2018年6月  |
| 安室奈美恵「Wishing On The Same Star」               | 2019年3月  |
| Sum 41「スティル・ウェイティング」                   | 2019年5月  |
| 林原めぐみ「Northern lights」                        | 2019年8月  |
| キンモクセイ「二人のアカボシ」                       | 2020年11月 |
| シャナイア・トゥエイン「アップ (RED ALBUM VERSION)」 | 2021年6月  |
| 鬼束ちひろ「流星群」                                 | 2022年7月  |

### ストリーミング認定シングル
| 作品名                                                | 認定月     |
| シルバー                                              | シルバー   |
| ----------------------------------------------------- | ---------- |
| ZONE「secret base 〜君がくれたもの〜(Album Version)」 | 2021年12月 |

## カラオケ年間50 (日本)
- 1位 島谷ひとみ「亜麻色の髪の乙女」
- 2位 Every Little Thing「fragile」
- 3位 ZONE「Secret base 〜君がくれたもの〜」
- 4位 CHEMISTRY「You Go Your Way」
- 5位 浜崎あゆみ「Dearest」
- 6位 MONGOL800「小さな恋のうた」
- 7位 ポルノグラフィティ「アゲハ蝶」
- 8位 MONGOL800「あなたに」
- 9位 MISIA「Everything」
- 10位 サザンオールスターズ「TSUNAMI」
- 11位 桑田佳祐「白い恋人達」
- 12位 DA PUMP「If...」
- 13位 中島美嘉「STARS」
- 14位 木の実ナナ&五木ひろし「居酒屋」
- 15位 福山雅治「桜坂」
- 16位 浜圭介と桂銀淑「北空港」
- 17位 宇多田ヒカル「traveling」
- 18位 石川さゆり「天城越え」
- 19位 CHEMISTRY「PIECES OF A DREAM」
- 20位 尾崎豊「I LOVE YOU」
- 21位 松浦亜弥「♡桃色片想い♡」
- 22位 BoA「Every Heart -ミンナノキモチ-」
- 23位 ポルノグラフィティ「サウダージ」
- 24位 元ちとせ「ワダツミの木」
- 25位 都はるみ・宮崎雅「ふたりの大阪」
- 26位 石原裕次郎「北の旅人」
- 27位 浜崎あゆみ&KEIKO「a song is born」
- 28位 くず「ムーンライト」
- 29位 SMAP「らいおんハート」
- 30位 天童よしみ「珍島物語」
- 31位 SMAP「夜空ノムコウ」
- 32位 ケツメイシ「トモダチ」
- 33位 Mr.Children「youthful days」
- 34位 吉幾三「酒よ」
- 35位 宇多田ヒカル「SAKURAドロップス」
- 36位 Kiroro「Best Friend」
- 37位 THE BOOM「島唄 (ウチナーグチ・ヴァージョン)」
- 38位 hitomi「SAMURAI DRIVE」
- 39位 平井堅「大きな古時計」
- 40位 RIP SLYME「楽園ベイベー」
- 41位 Do As Infinity「陽のあたる坂道」
- 42位 中島美嘉「WILL」
- 43位 石原裕次郎・牧村旬子「銀座の恋の物語」
- 44位 GLAY「Way of Difference」
- 45位 松浦亜弥「Yeah! めっちゃホリディ」
- 46位 GLAY「ずっと2人で…」
- 47位 MISIA「眠れぬ夜は君のせい」
- 48位 ストロベリー・フラワー「愛のうた」
- 49位 Every Little Thing「キヲク」
- 50位 門倉有希「ノラ」

## イベント

### ライブ
- GLAYや浜崎あゆみなどのアーティストが、日中国交正常化30周年を記念して、中国北京でライブを行った。

| 開催日                        | タイトル                                             |
| ----------------------------- | ---------------------------------------------------- |
| 2月15日・16日                 | Golden Circle Vol.2                                  |
| 7月6日・7日                   | 第20回 PEACEFUL LOVE ROCK FESTIVAL 2002              |
| 7月21日                       | MEET THE WORLD BEAT 2002                             |
| 7月26日・27日・28日           | FUJI ROCK FESTIVAL 2002                              |
| 8月3日〜9月1日                | a-nation 2002（初回）                                |
| 8月3日・24日                  | 横浜レゲエ祭 2002                                    |
| 8月4日                        | 八食サマーフリーライブ 2002（初回）                  |
| 8月4日                        | Augusta Camp 2002                                    |
| 8月9日・10日・11日            | ROCK IN JAPAN FESTIVAL 2002                          |
| 8月10日                       | Sky Jamboree 2002 ONE PRAY IN NAGASAKI               |
| 8月10日・11日                 | J-WAVE LIVE 2000+2                                   |
| 8月13日                       | Exciting Summer in WAJIKI 2002                       |
| 8月16日・17日                 | RISING SUN ROCK FESTIVAL 2002 in EZO                 |
| 8月17日・18日                 | SUMMER SONIC 2002                                    |
| 8月23日                       | SETSTOCK 02 yoran                                    |
| 8月24日                       | SOUND MARINA 2002 in SAKA ～Feel the Voice～（初回） |
| 8月25日                       | MONSTER baSH 2002                                    |
| 8月28日・29日                 | ロックロックこんにちは! VERSION 第ロック（6）章      |
| 8月30日・9月1日               | 10th Sunset Live 2002                                |
| 8月31日                       | WIRE02                                               |
| 9月1日                        | RUSH BALL 2002                                       |
| 9月7日・8日                   | 定禅寺ストリートジャズフェスティバル 2002            |
| 9月14日・15日・16日・10月27日 | ARABAKI ROCK CIRCUIT 2002                            |
| 9月17日・18日                 | Golden Circle Vol.3                                  |
| 9月22日                       | KDDI presents SPACE SHOWER TV SWEET LOVE SHOWER 2002 |
| 9月28日・29日                 | 朝霧JAM 2002                                         |
| 10月18日・19日・20日          | MINAMI WHEEL 2002                                    |
| 12月1日                       | Act Against AIDS 2002「THE VARIETY 10」              |
| 12月9日                       | Dream Power ジョン・レノン スーパー・ライヴ 2002     |
| 12月29日                      | 天嘉 2002                                            |
| 12月31日                      | 第53回NHK紅白歌合戦                                  |

### 日本武道館公演
- 1月1日 - 椎名へきる
- 1月10日・11日 - 浜田省吾
- 1月17日 - ジャミロクワイ
- 2月2日 - DREAMS COME TRUE
- 2月8日・9日 - 長渕剛
- 2月15日 - オジー・オズボーン
- 2月21日・22日 - 倉木麻衣
- 2月23日 - 広瀬香美
- 3月10日 - SIAM SHADE
- 3月16日・17日・30日・31日 - TOKIO
- 4月28日 - SEX MACHINEGUNS
- 5月6日・7日 - CHAGE and ASKA
- 5月8日・9日・10日 - PIERROT
- 5月27日 - ウィーザー
- 6月6日 - globe
- 6月14日 - hitomi
- 7月25日 - RIP SLYME
- 7月31日・8月1日・2日 - 松田聖子
- 8月24日 - SWEET TRANCE 2002 FINAL STAGE THE GRADUATE
- 8月27日・28日 - access
- 9月7日 - Janne Da Arc
- 9月22日 - DA PUMP
- 10月7日・8日・10日・11日 - ポルノグラフィティ
- 10月21日・24日 - シェリル・クロウ
- 10月25日・26日 - SOPHIA
- 10月29日 - ジャミロクワイ
- 10月30日・31日 - 布袋寅泰
- 11月5日 - 鬼束ちひろ
- 11月18日・19日 - プリンス
- 11月30日 - KICK THE CAN CREW
- 12月11日・12日・14日・15日・16日 - 矢沢永吉
- 12月18日・19日 - aiko
- 12月21日 - DREAMS COME TRUE
- 12月22日・23日・24日 - THE ALFEE
- 12月25日 - KICK THE CAN CREW
- 12月29日 - BUCK-TICK
- 12月30日・31日 - 藤井フミヤ

### 東京ドーム公演
- 1月1日 - KinKi Kids
- 1月6日 - ジャミロクワイ
- 1月11日・12日・14日・15日 - GLAY
- 1月17日・18日 - ジャネット・ジャクソン
- 2月2日・3日 - エアロスミス
- 4月25日 - ブリトニー・スピアーズ
- 10月8日・9日 - SMAP
- 10月19日・20日 - タッキー&翼
- 11月11日・13日・14日 - ポール・マッカートニー
- 12月4日・5日 - 桑田佳祐
- 12月25日 - 矢井田瞳
- 12月30日・31日 - KinKi Kids
- 12月31日 - J-FRIENDS

## 主要な賞
| 賞                                | 受賞作・受賞者 |
| --------------------------------- | --- |
| 第44回日本レコード大賞            | - レコード大賞 - 浜崎あゆみ『Voyage』 - 最優秀歌唱賞 - 森山良子『さとうきび畑』 - 最優秀新人賞 - 中島美嘉『STARS』 - ベストアルバム賞 - 元ちとせ『ハイヌミカゼ』 - 金賞 - 島谷ひとみ『亜麻色の髪の乙女』 - hiro『Eternal Place』 - 原田悠里『おんな坂』 - 川中美幸『貴船の宿』 - 氷川きよし『きよしのズンドコ節』 - Every Little Thing『キヲク』 - 夏川りみ『涙そうそう』 - 田川寿美『女人高野』 - w-inds.『Because of you』 - BoA『LISTEN TO MY HEART』 |
| 第43回ゴールデン・アロー賞        | - 音楽賞 - 平井堅 - 新人賞（音楽） - RAG FAIR、ソニン、中島美嘉 |
| 第35回日本有線大賞                | - 日本有線大賞 - 浜崎あゆみ『Voyage』 - 最多リクエスト歌手賞 - 浜崎あゆみ - 最多リクエスト曲賞 - 島谷ひとみ『亜麻色の髪の乙女』 - 最優秀新人賞 - 中島美嘉『WILL』 |
| 第16回日本ゴールドディスク大賞    | （対象期間 2001年2月1日 - 2002年1月31日） - 邦楽 - 浜崎あゆみ - 洋楽 - BACKSTREET BOYS |
| 第16回TEENS' MUSIC FESTIVAL       | - ティーンズ大賞・文部科学大臣奨励賞 - いっしょ「白い月」 |
| 第4回ライブスピカ                 | - 年間チャンピオン - WATER COLORS |
| 第1回MTV Video Music Awards Japan | |

## デビュー

### 1月
- 9日 - LISA「move on」（ソロ再デビュー）
- 11日 - Akiko Grace「From New York」
- 17日 - ガガガSP「卒業」
- 17日 - MAMIYO「理由」
- 23日 - 王様KINGS「ゆかいな村人たち」
- 23日 - kaoru inoue presents chari chari「In Time」
- 23日 - 勝又亜依子「KEEP ON YOUR SIDE」
- 23日 - 神山さやか「月とハーモニカ」
- 23日 - 高木ちえ美「少し愛して…永く愛して…」
- 23日 - FOUR OF A KIND「FOUR OF A KIND」
- 23日 - BLOOD「LOST」
- 23日 - flex life「それいゆ」
- 23日 - MIKIKO「214～Believe in me tonight～」
- 23日 - ラブハンドルズ「月がきれい」
- 23日 - LIV「Without You」
- 30日 - R9「trΛst」
- 30日 - 高田志麻「雨」
- 30日 - Female non Fiction「FREEZE」

### 2月
- 6日 - 元ちとせ「ワダツミの木」
- 6日 - YUKI「the end of shite」
- 14日 - Baby Boo「プラネタリウム」
- 16日 - Golden Circle of Friends「OVER THE FUTURE!」
- 20日 - ベートルズ「唄うベートルズ」
- 21日 - 熊木杏里「窓絵」
- 21日 - 佐々木秀実「懺悔」
- 21日 - 辻純子「風のゆくえ」
- 21日 - 藤原彩代「おさい銭」
- 21日 - マチルダロドリゲス「ちぎれ雲」
- 21日 - Love Marines「You Can Get Love」
- 22日 - ORANGE RANGE「オレンジボール」（インディーズデビュー）
- 27日 - savage genius「オレンジ」
- 27日 - SAM★RAI「Dondu Whacha Doin’～どうなったっていいじゃん～」
- 27日 - Schliemann「Rainy,more…」
- 27日 - 中島康晴「PRIMO!」
- 27日 - BUG「So CRAZY」
- 27日 - FAKE?「TASTE MAXIMUM」
- 27日 - 峯岸里名「君だけの場所へ」

### 3月
- 1日 - 楠野紋子「Try Again」（再デビュー）
- 6日 - AiAi「青神」
- 6日 - INDEMORAL「CHECK MY WORD」
- 6日 - BOO「Smile in your face」
- 6日 - MAMALAID RAG「春雨道中」
- 13日 - 藤本美貴「会えない長い日曜日」
- 13日 - Voices of KOREA/JAPAN「Let's Get Together Now」
- 13日 - ウルトラキャッツ「バレム～願い～」
- 20日 - サンダルバッヂ「思ヒ空」
- 20日 - 三瓶「SANPEI DAYS」
- 20日 - 鈴木慶江「フィオーレ」
- 20日 - PALM DRIVE「PARTY TUNE」
- 20日 - 柴矢裕美「おさかな天国」
- 21日 - 高橋直純「～kiss you～」
- 21日 - 千葉山貴公「はまなす哀歌」
- 21日 - 森川浩恵「筝-koto-」
- 27日 - The Spy“C”Dildog「Dr.マチルダ」
- 27日 - FORKY BLOOD「夜のバス」
- 27日 - Licca「get back」

### 4月
- 3日 - 栗林みな実「マブラヴ」
- 3日 - a.mia「luvmirage,」
- 3日 - ウクレレえいじ「葉津紀」
- 4日 - cali≠gari「第7実験室予告版〜マグロ〜
- 10日 - THE NEATBEATS「59 BAR」
- 10日 - JPC band「ぬ」
- 10日 - SUPER EGG MACHINE「Brandnew Way」
- 11日 - 氣志團「1/6 LONELY NIGHT」
- 11日 - キングギドラ「UNSTOPPABLE」（再結成）
- 11日 - PE'Z「Akatsuki」
- 17日 - アルファ&DJ TASAKA「エクスタシー温泉」
- 17日 - 釘宮理恵「はじめて しましょ!」
- 17日 - Sowelu「beautiful dreamer」
- 17日 - 大正九年「[KYU-BOX.]」
- 17日 - DELI「口車－キミキミ注意キイロイドク－」
- 17日 - noyori,李浩「Secret Love～秘密的恋情～」
- 22日 - Oranges & Lemons「空耳ケーキ/Raspberry heaven」
- 24日 - 市川藍「真夜中のドア-Stay With Me-」
- 24日 - orange pekoe「Happy Valley」
- 24日 - GASCRACKERZ「Calling you」
- 24日 - CUBE JUICE「Head Long」
- 24日 - Grass Nation.「Missing」
- 24日 - シーモネーター&DJ TAKI-SHIT「浪漫ストリーム」
- 24日 - 椎名佐千子「御意見無用の人生だ」
- 24日 - Scratch 4 Jagger「ウレイトキ」
- 24日 - 父2(たぁ～た～ず)「香林坊節」
- 24日 - MONGOL(SUIKEN feat.MACKA-CHIN)「BRASIL BRASIL」
- 24日 - ROUND TABLE featuring Nino「Let Me Be With You」
- 24日 - ROSSO「BIRD」
- 26日 - route0「START」

### 5月
- 9日 - 藤沢潤子「地平線の夢」
- 9日 - 松本哲也「翼」
- 9日 - SAYAKA「ever since」
- 15日 - Ya-Ya-yah「勇気100%/世界がひとつになるまで」
- 22日 - ARK STORM「No Boundaries」
- 22日 - Otoha「OtohaCD Volume 1」
- 22日 - cune「リフレイン」
- 22日 - SHAKALABBITS「ROLLIE」
- 22日 - スネオヘアー「アイボリー」
- 22日 - TENGO「KISS OF FIRE」
- 22日 - BLIND HEADZ「Ψ」
- 22日 - 山口ひろみ「いぶし銀」
- 29日 - 堂本剛「街/溺愛ロジック」（ソロデビュー）
- 29日 - 北原愛子「grand blue」
- 29日 - RUFF RHYMERS「W.R.M.S WILD.RAW.M…S…」

### 6月
- 5日 - AKI (彰)「OSAKA SOUL TOWN」
- 5日 - YeLLOW Generation「LOST Generation」
- 5日 - bkoz「南の島」
- 5日 - 橋本仁「ロックマンのテーマ～風を突き抜けて～」(ソロデビュー)
- 10日 - MS CRU「帝都崩壊」（インディーズデビュー）
- 12日 - 三枝夕夏 IN db「Whenever I think of you」
- 12日 - セツナブルースター「少年季」
- 12日 - BUNGEE JUMP FESTIVAL「77」
- 12日 - ピジョンズ「ピジョンズ」
- 12日 - 山口裕加里「ウレシイタメイキ」
- 19日 - AJI「As Juvenile Innocence」
- 19日 - Syrup 16g「coup d'Etat」
- 19日 - Scoobie Do「GET UP」
- 19日 - FIRE BALL「火の玉」
- 19日 - 山嵐「山嶺（いただき）」
- 21日 - SORA「24時間の神話」
- 21日 - Duo Prima「CASTA DIVA～清らかな女神～」
- 26日 - チョナン・カン「愛の唄 〜チョンマル サランヘヨ〜」(ソロデビュー)
- 26日 - B-DASH「ちょ」
- 26日 - Maria「La Cienega Boulevard」
- 26日 - Keito Blow「I'm Here」

### 7月
- 3日 - JURASSIC「The Brightest/ずっときっと…」
- 3日 - 高木正勝「JOURNAL FOR PEOPLE -audio-」
- 3日 - BOYSTYLE「Boys be Stylish!」
- 3日 - LOVE&PEACE「DRIFTER」
- 10日 - 押尾コータロー「STARTING POINT」
- 10日 - NANANINE「12E12」
- 10日 - 初恋の嵐「真夏の夜の事」
- 10日 - ボケモン5「あの丘をめざして」
- 10日 - MEG「スキャンティブルース」
- 17日 - Home Grown「Home Grown」
- 17日 - BON-BON BLANCO「愛 WANT YOU!!」
- 17日 - 蘭華「～Roots」
- 20日 - メロキュア「愛しいかけら」
- 24日 - 愛鈴「海物語」
- 24日 - 東龍太郎「OVER」
- 24日 - 石橋凌「カクテル・トゥナイト」
- 24日 - HB「ROCK the HOUSE」
- 24日 - CULT OF PERSONALITY「under the sun」
- 24日 - 54-71「enClorox」
- 24日 - ジェイク・シマブクロ「サンデー・モーニング」
- 24日 - 柴咲コウ「Trust my feelings」
- 24日 - 竹島宏「いいもんだ いいもんだ」
- 24日 - 何ン田研二「あんたと生きたい」
- 24日 - ザ・ベイビースターズ「ヒカリへ」
- 24日 - 星村麻衣「夏色のキャンバス」（プレデビュー）
- 24日 - MYTHRIL「I believe」
- 24日 - MI:LAGRO「magnolia」
- 24日 - 山田孝之「真夏の天使 〜All I want for this Summer is you〜」
- 24日 - ヤン・チェン「倖せのむこう側」
- 24日 - rice「ラブレイン」
- 24日 - Loop Junktion「「Ties」」
- 31日 - ACIDMAN「造花が笑う」（プレデビュー）
- 31日 - CORN HEAD「TEQUILA 〜みんなDAY〜」
- 31日 - 菅崎茜「beginning dream」
- 31日 - Lead「真夏のMagic」
- 31日 - DS455「Ride Wit tha D.S.C.～Just Like Me～」
- 31日 - Michelle「Hope is here」

### 8月
- 7日 - Wish*「ISM」
- 7日 - オノ・アヤコ「TWO OF US」
- 7日 - 太平サブロー&SiSTA「GO!GO!!カルビくん」
- 7日 - チキンガーリックステーキ「Acapella」
- 7日 - day after tomorrow「day after tomorrow」「faraway」
- 7日 - tick「2cycle sport」
- 17日 - NEGATIVE HOLIDAY「Bird of Passage」
- 21日 - EELMAN「深海魚」
- 21日 - ippei brown「追憶～my heart’s memory～/i wish you’re mine」
- 21日 - Eme'「ピエニュ」
- 21日 - Green☆☆leaves「今日もいい日でよかった。」
- 21日 - SOUL-D!「SUPERSOULDMUSIC」
- 21日 - SOULHEAD「STEP TO THE NEW WORLD」
- 21日 - ソニン「カレーライスの女」（ソロデビュー）
- 21日 - 葉山香京「待ちぼうけ岬」
- 21日 - Marie M.「Believe」「Summertime」
- 21日 - MINMI「The Perfect Vision」
- 21日 - YO「Shine Of You」
- 21日 - Life「blue」
- 21日 - ロボ宙「銀河飯店」
- 22日 - yozuca* / rino / みとせのりこ「ダ・カーポ 〜第2ボタンの誓い〜」
- 24日 - DAYS「I Just」
- 28日 - 諫山実生「恋花火」
- 28日 - 上戸彩「Pureness」
- 28日 - 辻カオリ with neo peace「トマトジュース」（インディーズデビュー）
- 28日 - The NaB's「湘南純情!/夏恋」
- 28日 - FUDGE「PRETENDER」
- 28日 - flower「flower」
- 28日 - ロードオブメジャー「大切なもの」（インディーズデビュー）

### 9月
- 4日 - COVER「SPIRAL」
- 4日 - Baby.M「usual girl」
- 4日 - フルーツポンチ「それゆけ！おはマーチ☆★☆」
- 10日 - Cutie Pai「reflection love」
- 11日 - wi☆th「yourhythmix」
- 11日 - Gaphia「I Love you, SAYONARA」
- 11日 - SPHERE of INFLUENCE「DAY ONE」
- 11日 - タッキー&翼「Hatachi」
- 11日 - Toshiyuki Goto「Two-way Traffic」
- 11日 - TAKUYA「i love you」(再デビュー)
- 14日 - Hydro-Guru「THE FEROCIOUS SOUND OF HYDRO-GURU」
- 18日 - 西本明「WISH」
- 19日 - SKETCH SHOW「AUDIO SPONGE」
- 19日 - MICHICO「tha superstar」
- 19日 - WHiTE「ピンクのボトル」
- 19日 - michico「tha superstar」
- 19日 - ミニ塾。（LITTLE・SMALLEST・MICRO）feat.塾長「SMALL WORLD」
- 21日 - 川上三枝子「うちにかえろう～Free Flowers～」
- 21日 - セラニポージ「manamoon remix」
- 21日 - HEAVY HITTER♂「男どパンク甲子園」
- 25日 - aile featuring H.O.Z.E.(HB)「Delight」
- 25日 - myu:「The World Is All Changing」
- 26日 - KenTyla「Yester-morrow」
- 26日 - SORTITA「MOTOKANO」
- 26日 - YOSHI「I'LL MAKE LOVE TO YOU」
- 26日 - gom（坂本竜太・岡崎敏之）「My Generation」
- 26日 - YOSHI「I’LL MAKE LOVE TO YOU」
- 30日 - 綾小路きみまろ「綾小路きみまろ 爆笑スーパーライブ第1集! 中高年に愛を込めて…」

### 10月
- 2日 - 井上芳雄「SOTTO VOCE」
- 2日 - Psycho le Cemu「愛の唄」
- 2日 - 03「03/応答セヨ」
- 2日 - 竹添ユカリ「True Love」
- 2日 - 森山直太朗「乾いた唄は魚の餌にちょうどいい」
- 9日 - KAGAMI「STAR ARTS」
- 9日 - cuetracks「scene spectrum」
- 9日 - Local Bus「ansa-」
- 17日 - BREATH MARK「太陽の人」
- 23日 - 稲葉瑠奈「LUZ DE LA LUNA ルス・デ・ラ・ルナ～月の光～」
- 23日 - 岩瀬敬吾「くり返すは口ぐせと罪悪感」（ソロデビュー）
- 23日 - 奥村愛「愛のあいさつ」
- 23日 - Jennifer「Jennifer」
- 23日 - Soul Powers「お好み焼ファンキーソウル」
- 23日 - DMBQ「DMBQ」
- 23日 - PICK2HAND「よるごえ」
- 23日 - 普天間かおり「髪なんか切ったりしない」
- 24日 - 星村麻衣「Stay With You」（正式デビュー）
- 23日 - MIC BANDITZ「THE VISITORZ」
- 23日 - 森山公一「ドンマイ～Look on the☆Brightside☆～」(ソロデビュー)
- 23日 - THE TRIPLE X「人生の訓示」
- 25日 - 西陽子「ファンタスマ」
- 30日 - ART-SCHOOL「DIVA」
- 30日 - ACIDMAN「創」
- 30日 - たむらあつし「もずくん」
- 30日 - 辻本祐樹「Let me go!!～あの日の子供達に笑われてボクは行く～」
- 30日 - 一青窈「もらい泣き」
- 30日 - THE YOUTH「青春時代」

### 11月
- 6日 - PULLTOP JUICE「sheep’s music」
- 7日 - AKINA「Touch me」
- 7日 - iori「sleeping shelley said」
- 7日 - Spin Aqua「Unchained」
- 7日 - 高宮マキ「鱗」
- 13日 - 島田麻依子「stardust」
- 20日 - アイロウ&タカ「スッパイマンのうた」
- 20日 - ごまっとう「SHALL WE LOVE?」
- 20日 - 斎藤有太「So」
- 20日 - さかなクン「さかなクン!お絵かきマンボ」
- 20日 - SINBA「RESET」
- 20日 - SOURCE「Potential」
- 20日 - 地村暢華「13」
- 20日 - 日之内絵美「Magic/World」
- 20日 - MACKA-CHIN「ORIENTAL MACKA」
- 20日 - MILKRUN「夜空へと」
- 20日 - 若狹愛「歌い継がれるLove song」
- 20日 - ワカバ「とりはんきゅう」「さるはんきゅう」
- 21日 - 3B LAB.☆「3B LAB.☆」
- 21日 - ミヒャエル・シャブシャブスキー「しゃぶしゃぶレンジャーのうた」
- 21日 - Little Viking「FUTURE」
- 22日 - みっくすJUICE「乙女に捧ぐ…」
- 22日 - 山崎バニラ「牛ちゃんマンボ」
- 27日 - Eckko「Trust Me」
- 27日 - CANTA「EVERYTHING'S GONNA BE ALRIGHT」
- 27日 - KENSHIN「COMPINATION RAP-WRMS.NO/19=EAZY-」
- 27日 - ハナレグミ「音タイム」

### 12月
- 4日 - 片瀬那奈「GALAXY/TELEPATHY/FANTASY」
- 4日 - 椛田早紀「Fish」
- 4日 - くるみ「幻」
- 4日 - DAITA「Volcano High」
- 4日 - DJ PMX「NO PAIN NO GAIN feat.MACCHO & ZEEBRA」
- 4日 - 原知宏「Sunny After Rain～雨のち晴れ～」
- 4日 - LiL'AI「Ain’t Nobody」
- 11日 - kayoko「It’s not easy」
- 11日 - ZZ「Hi BOOM ZZ」
- 18日 - 斉藤和義と玲葉奈「五秒の再会」
- 18日 - SUITE CHIC「GOOD LIFE/Just Say So」
- 18日 - 童子-T「世界はおまえの手に」
- 23日 - MCU feat.浜崎貴司 「幸せであるように」（ソロデビュー）
- 25日 - グループ魂「Run魂Run」
- 26日 - Ruppina+「Free Will/violet flow」

## 新人セールス (日本)
シングル
1. 元ちとせ／99.8万枚
2. ストロベリー・フラワー／63.2万枚
3. RAG FAIR／44.6万枚
4. ロードオブメジャー／38.6万枚
5. 柴矢裕美／25.7万枚
6. MINMI／25.0万枚
7. 藤本美貴／18.9万枚
8. 氣志團／18.4万枚
9. LIV／17.3万枚
10. Heartsdales／17.1万枚
11. YeLLOW Generation／16.3万枚
12. ガガガSP／15.3万枚
13. 上戸彩／13.9万枚
14. SAYAKA／12.6万枚
15. orange pekoe／8.7万枚
16. SHAKA LABBITS／7.4万枚
17. ACIDMAN／6.6万枚
18. 市井紗耶香 in CUBIC-CROSS／6.4万枚
19. Lead／6.4万枚
20. Ya-Ya-yah／5.7万枚
21. SOULHEAD／5.5万枚
22. S-WORD／5.3万枚
23. Baby Boo／5.0万枚
24. noyori/李浩／5.0万枚
25. STANCE PUNKS／4.9万枚
26. AI-SACHI／4.9万枚
27. ウルトラキャッツ／4.6万枚
28. INSPPi／4.6万枚
29. ぴちょんくん／4.4万枚
30. 神山さやか／4.0万枚
31. CUNE／4.0万枚
32. 勝又亜依子／3.7万枚
33. Psycho le Cemu／3.1万枚
34. 三枝夕夏 IN db／3.1万枚
35. ザ・ベイビースターズ／3.1万枚
36. Prits／2.8万枚
37. PE'Z／2.6万枚
38. 三瓶／2.3万枚
39. SHERE of INFLUENCE／2.2万枚
40. 池田綾子／2.1万枚
41. day after tomorrow／2.1万枚
42. 一青窈／1.9万枚
43. FAKE?／1.9万枚
44. エンジェル隊／1.9万枚
45. Oranges&Lemons／1.8万枚
46. Sowelu／1.6万枚
47. KOTOKO／1.6万枚
48. cali≠gari／1.6万枚
49. 田中理恵／1.6万枚
50. wyse／1.6万枚

アルバム
1. 元ちとせ／82.7万枚
2. タッキー&翼／26.4万枚
3. orange pekoe／26.2万枚
4. HY／18.87万枚
5. RHYMESTER／15.5万枚
6. 氣志團／15.4万枚
7. day after tomorrow／11.9万枚
8. ROSSO／11.9万枚
9. RAG FAIR／10.6万枚
10. ガガガSP／8.8万枚
11. PE'Z／8.6万枚
12. S-WORD／8.2万枚
13. STANCE PUNKS／8.1万枚
14. Heartsdales／7.8万枚
15. THE STAND UP／7.5万枚
16. LIV／7.1万枚
17. DELI／5.7万枚
18. ACIDMAN／5.5万枚
19. Home Grown／4.6万枚
20. 大野愛果／4.3万枚
21. HAWAIIAN6／4.1万枚
22. より子。／4.0万枚
23. JUDE／3.8万枚
24. 綾小路きみまろ／3.8万枚
25. SKETCH SHOW／3.5万枚
26. 太陽族／2.9万枚
27. FIRE BALL／2.5万枚
28. THA BLUE HERB／2.0万枚
29. クレイジーケンバンド／1.8万枚
30. SHERE of INFLUENCE／1.8万枚

## 結成

### アイドル・ガールズグループ・ボーイバンド
- R.C.T.（ - 2004年）
- 市井紗耶香 in CUBIC-CROSS（ - 2003年）
- 関ジャニ∞
- J-Walk（ - 2018年）
- SHIP（ - 2007年）
- タッキー&翼（ - 2018年）
- Licca（ - 2003年）
- WaT（ - 2010年、2015年 - 2016年）

### バンド・音楽グループ・音楽ユニット（日本）
- I WiSH（ - 2005年、2023年 - ）
- avengers in sci-fi
- asianTrinity
- AJISAI
- ASPARAGUS
- アルカラ
- UNDER17（ - 2004年、2021年 - ）
- UNLIMITS
- Yellow Cherry（ - 2010年?）
- YeLLOW Generation（ - 2006年）
- イジワルケイオールスターズ（ - 2007年）
- 嘘つきバービー（ - 2013年）
- うたまろ
- Empty Slow（ - 2009年）
- オーケストラ・ニッポニカ
- オーケストラ・リベラ・クラシカ
- Ovall（ - 2013年、2017年 - ）
- オトノ葉Entertainment（ - 2014年）
- COUCH
- cutman-booche（ - 2011年）
- カミナリグモ
- カルテット（ - 2009年?）
- CooRie
- COOLON（ - 2009年）
- Crystal Lake
- クレンチ&ブリスタ（ - 2015年?）
- KONSOME+
- the GazettE
- THE SKA-PHONICS
- The Bittles（ - 2004年）
- THE MACKSHOW
- 三枝夕夏 IN db（ - 2010年）
- ザッハトルテ
- savage genius（ - 2016年）
- SAL（ - 2003年）
- ZAN（ - 2010年?）
- SONS OF ALL PUSSYS（ - 2006年）
- SHALE APPLE（ - 2007年?）
- しぐれに（ - 2011年?）
- Schau-Essen
- Schwarz Stein（ - 2004年、2014年 - ）
- supreme sound recreation（ - 2008年）
- JiLL-Decoy association
- 四星球
- スケッチ・ショウ（ - 2004年?）
- スパイク
- Spin Aqua（ - 2004年）
- three tight b（ - 2009年）
- 3markets(株)→3markets［］
- セーリング
- セカハン（ - 2014年?）
- たぁ〜た〜ず（ - 2009年）
- ダイナマイトしゃかりきサ〜カス
- TATE & MARKIE（ - 2007年）
- 堕天使
- CHECKMATEZ
- チャー絆
- つきよみ（ - 2007年）
- TEX & Sun Flower Seed
- テトラプルトラップ（ - 2009年）
- DEPAPEPE
- TЁЯRA（ - 2012年）
- toddle
- TRIPLANE
- ドレミ團（ - 2012年）
- 謎の新ユニットSTA☆MEN（ - 2013年）
- NATSUMEN（ - 2016年?）
- BUZZ THE BEARS
- BACK-ON
- HALCALI（ - 2012年?）
- Peaky SALT（ - 2010年）
- ピストルモンキー(ズ)
- ヴィドール（ - 2011年）
- ビューティフルハミングバード
- feel（ - 2004年）
- BOO BEE BENZ（ - 2012年）
- flow-war（ - 2004年）
- FREENOTE（ - 2013年）
- Priere（ - 2004年）
- PRIZMAX（ - 2020年）
- fripSide
- Fullarmor
- frontpagestory（ - 2005年）
- BON-BON BLANCO（ - 2009年）
- マイナスターズ
- MASS OF THE FERMENTING DREGS（ - 2012年、2015年 - ）
- ミーニーザー（ - 2007年）
- 三田村管打団?
- midnightPumpkin（ - 2011年）
- MINI☆BOX（ - 2006年?）
- MAY'S
- メレンゲ
- メロキュア
- モダンガァール&スナイパー（ - 2010年?）
- Moi dix Mois
- mondialito（ - 2014年?）
- universe（ - 2016年）
- 邪（ - 2002年）
- Yacht.（ - 2010年）
- Ra:IN
- LAST ALLIANCE
- reach up to the universe（ - 2009年）
- Reborn
- 琉球アンダーグラウンド
- 琉球チムドン楽団
- 凛として時雨
- route0（ - 2003年?）
- Ruppina+（ - 2005年、2007年 - 2011年）
- レ・フレール
- ロードオブメジャー（ - 2007年）
- ロボピッチャー

### バンド・音楽グループ・音楽ユニット（海外）
- アークティック・モンキーズ
- アイアン・マスク
- ア・プレイス・トゥ・ベリー・ストレンジャーズ
- アリラングループ
- アルコナ
- アルトゥーロ・トスカニーニ・フィルハーモニー管弦楽団
- イヤー・オブ・ザ・ラビット（ - 2004年）
- エピカ
- MGMT
- エルヴェイティ
- オーケストラ・リベラ・クラシカ
- オブスキュラ
- カーマカニック
- ガールズ・アラウド（ - 2013年）
- クライアント
- グリズリー・ベア
- クローメオ
- コスモス（ - 2010年）
- コデオン
- コブギ（ - 2008年）
- ザ・ジェリー・ジャム
- ザ・フレイ
- ザ・ライフ・アンド・タイムス
- The 1975
- サヤーム・フィルハーモニック管弦楽団
- スーサイド・サイレンス
- ソニック・シンディケイト
- タンジェント
- チーター・ガールズ（ - 2008年）
- ディスパイズド・アイコン（ - 2010年、2014年 - ）
- ディレイン
- デモノイド
- 21stセンチュリー・スキッツォイド・バンド（ - 2004年）
- バニラ・ニンジャ（ - 2008年、2020年 - ）
- フォーマット（ - 2008年、2020年）
- フューネラル・フォー・ア・フレンド（ - 2016年、2019年 - ）
- フライ・トリオ
- BWB
- ペイン・コンフェッサー（ - 2019年）
- ヘルトレイン
- ヴェルヴェット・リヴォルヴァー（ - 2008年）
- ボディスラム
- ユナイテッド・ステイト・オブ・エレクトロニカ
- ロングヴュー（ - 2015年）
- ワイルド・ビースツ（ - 2018年）

## 再結成・活動再開
- オルケスタ・デ・ラ・ルス
- キングギドラ（ - 2003年）
- KMFDM
- 外道（ - 2003年）
- ストーン・サワー
- セックス・ピストルズ（ - 2003年）
- ダーク・エンジェル（ - 2005年）
- ダイアモンド・ヘッド
- トード・ザ・ウェット・スプロケット（年内限定）
- ナニワエキスプレス
- ヴィレッジ・シンガーズ
- フォーカス
- 44MAGNUM
- フォーリーブス（ - 2009年）
- ホワイトスネイク
- Rajas

## 解散・活動休止
- AI-SACHI
- アリス・イン・チェインズ（2005年再結成）
- EE JUMP（4月）
- ウルトラキャッツ（9月16日）
- S.E.S.
- エボニー・ティアーズ
- M2M
- オン
- 川崎少年少女合唱団（11月）
- キス
- G.I.S.M.（2月10日）
- 北オランダ・フィルハーモニー管弦楽団
- クィダム（2004年再結成）
- ゲイ・ダッド
- ゴッドフレッシュ（2010年再結成）
- サヴァタージ（2014年活動再開）
- サムソン（8月9日）
- シェキドル（1月）
- ZIGZO（3月）2011年再始動
- SIAM SHADE（3月10日）
- 19（3月31日）
- Syndrome（11月18日）
- STEEL
- SNAIL RAMP（10月21日）2004年9月活動再開
- 頭脳警察（2008年活動再開）
- セブンハウス
- Celluloid（4月23日）
- チェンバロ（9月22日）
- T.T.MA
- De-LAX（2006年活動再開）
- ナインティーエイト・ディグリーズ
- NUMBER GIRL（11月30日）
- BAD SiX BABiES（1月）2010年活動再開
- ビー・ウィッチド（2012年再結成）
- P.Y.T.
- ピンクル
- The fantastic designs
- フィア・ファクトリー（2004年再結成）
- FIELD OF VIEW（12月1日）
- ブラック・クロウズ（2005年再結成）
- ブラン・ヴァン3000（2006年活動再開）
- Blüe
- ホフディラン（11月22日）2006年活動再開
- MR.ORANGE
- MR. BIG（2009年再結成）
- メガデス（2004年再始動）
- YOUNG PUNCH
- 邪
- LOVE LOVE STRAW（2005年再結成）
- Re:Japan
- LINDBERG（8月24日）2009年に期間限定で活動再開
- ROSSO（2004年活動再開）
- Y2K
- WINO（11月22日）

## ソルトレイクシティオリンピックテーマ曲
| NHK        | 『果てなく続くストーリー』MISIA       | 作詞：MISIA 作曲：Toshiaki Matsumoto 編曲：Takayuki Hattori |
| TBS        | 『そうだ! We're ALIVE』モーニング娘。 | 作詞・作曲：つんく 編曲：ダンス☆マン                        |
| 日本テレビ | 『try your emotion』w-inds.           | 作詞・作曲・編曲：葉山拓亮                                  |
| フジテレビ | 『Understanding』hitomi               | 作詞：hitomi 作曲：Kousuke Morimoto 編曲：Keiji Matsui      |
| テレビ朝日 | 『Always』前田亘輝                    | 作詞・作曲：前田亘輝 編曲：池田大介                         |
| テレビ東京 | 『KEEP ON YOUR SIDE』勝又亜依子       | 作詞：Chang Jung 作曲・編曲：亀田誠治 島野聡 久保こーじ     |

## 日韓ワールドカップサッカーテーマ曲
| 公式ソング                | 『アンセム-2002 FIFA World Cup 公式アンセム』ヴァンゲリス                                      | 作曲・編曲:ヴァンゲリス |
| 公式ソング                | 『Let's Get Together Now』Voices of KOREA/JAPAN 関連項目：2002 FIFA ワールドカップ公式アルバム | 作詞:SAWAMOTO YOSHIHARU、MATSUO KIYOSHI、LENA PARK、KIM HYUNG SUK 作曲：KAWAGUCHI DAISUKE、KIM HYUNG SUK 編曲：KIM HYUNG SUK |
| FIFA ワールドカップ応援歌 | 『エスコート』ゴスペラーズ （朝日新聞21世紀キャンペーンソング）                                | 作詞：安岡優 作曲：安岡優、北山陽一 編曲：K-muto                                                                             |
| 日本代表応援歌            | 『ガンバレ日本』木梨憲武+忌野清志郎                                                            | 作詞：忌野清志郎、木梨憲武 作曲：忌野清志郎                                                                                  |
| 日本代表応援歌            | 『桜のころ』坂本龍一，甲本ヒロト，DANCE☆MAN，What's Love?                                      | 作詞：甲本ヒロト 作曲・編曲：坂本龍一                                                                                        |
| 日本代表応援歌            | 『ラの歌 / 日本サッカーの歌』GLORIA GAYNOR，大阪市音楽団                                       | 作詞：Dino Fekaris 作曲：Freddie Peeren                                                                                      |
| NHKテーマソング           | 『Mugen』ポルノグラフィティ                                                                    | 作詞：新藤晴一 作曲：ak.honma 編曲：ak.honma、ポルノグラフィティ                                                             |
| TBSテーマソング           | 『アイデンティティ』大黒摩季 （TBS系サッカーイメージソング）                                   | 作詞・作曲：大黒摩季 |
| テレビ朝日                | 『熱き鼓動の果て』B'z                                                                          | 作詞：稲葉浩志 作曲：松本孝弘                                                                                                |
| 日本テレビテーマソング    | 『FANTASISTA』Dragon Ash                                                                       | 作詞・作曲：kj |

## 逮捕
- 10月7日 - 西川隆宏（元DREAMS COME TRUE）※義姉への暴力の疑いで逮捕されるが、10月17日に覚せい剤取締法違反(使用)の疑いで再逮捕された。

## 誕生

### 1月〜6月
| 生年月日・年齢        | 名前                   | 出身           | 職業・所属・備考                             |
| --------------------- | ---------------------- | -------------- | -------------------------------------------- |
| 2002年1月5日（23歳）  | 梁川奈々美             | 神奈川県       | 元歌手、元カントリー・ガールズ/元Juice=Juice |
| 2002年1月6日（23歳）  | 星名はる               | 神奈川県       | 歌手、元おにごっ娘                           |
| 2002年1月7日（23歳）  | 琴音                   | 新潟県         | シンガーソングライター                       |
| 2002年1月16日（23歳） | 那須雄登               | 東京都         | 歌手、美 少年                                |
| 2002年1月17日（23歳） | サムエル               | アメリカ合衆国 | 歌手                                         |
| 2002年1月21日（23歳） | 赤堀君江               | 静岡県         | 歌手、SKE48                                  |
| 2002年1月25日（23歳） | リル・モジー           | アメリカ合衆国 | ラッパー                                     |
| 2002年1月28日（23歳） | 豊田賢太               | 徳島県         | 歌手、Zero PLANET                            |
| 2002年1月30日（23歳） | 小田垣陽菜             | 京都府         | タレント・元歌手、元3B junior                |
| 2002年1月30日（23歳） | 清原果耶               | 大阪府         | 女優・歌手                                   |
| 2002年2月2日（23歳）  | 瀬田さくら             | 福岡県         | 歌手、ばってん少女隊                         |
| 2002年2月5日（23歳）  | 鈴木萌花               | 東京都         | 歌手、アメフラっシ/浪江女子発組合            |
| 2002年2月5日（23歳）  | チソン                 | 韓国           | 歌手、NCT                                    |
| 2002年2月10日（23歳） | 犬塚しおり             | 愛知県         | 歌手、元X21                                  |
| 2002年2月10日（23歳） | 小関舞                 | 東京都         | 歌手、元カントリー・ガールズ                 |
| 2002年2月13日（23歳） | 播磨かな               | 神奈川県       | 歌手、Awww! 元3B junior/元はちみつロケット   |
| 2002年2月15日（23歳） | 松田琉冬               | 東京都         | 歌手、元MAGiC BOYZ/元HONG\O.JP               |
| 2002年2月19日（23歳） | ジャスティン           | 中国           | 歌手                                         |
| 2002年2月22日（23歳） | 黒木美佑               | 宮崎県         | 歌手、元青春高校3年C組                       |
| 2002年2月24日（23歳） | 倉島颯良               | 茨城県         | 歌手、元さくら学院                           |
| 2002年2月26日（23歳） | 末永桜花               | 愛知県         | 歌手、SKE48                                  |
| 2002年2月27日（23歳） | 浮所飛貴               | 愛知県         | 歌手、美 少年                                |
| 2002年3月3日（23歳）  | 木下友里               | 東京都         | 歌手、仮面女子/アリス十番/ぴゅあふる         |
| 2002年3月5日（23歳）  | 杉山愛佳               | 愛知県         | 歌手、元SKE48                                |
| 2002年3月7日（23歳）  | 羽賀朱音               | 長野県         | 歌手、モーニング娘。                         |
| 2002年3月14日（23歳） | 鉄篦啞                 | 千葉県         | 歌手、ERROR                                  |
| 2002年3月16日（23歳） | 花谷麻妃               | 兵庫県         | 歌手、元Fullfull☆Pocket                      |
| 2002年3月17日（23歳） | 石田千穂               | 広島県         | 歌手、STU48                                  |
| 2002年3月23日（23歳） | 武元唯衣               | 滋賀県         | 歌手、櫻坂46                                 |
| 2002年3月26日（23歳） | 彩木咲良               | 兵庫県         | 歌手、元たこやきレインボー                   |
| 2002年4月4日（23歳）  | 岡田愛                 | 愛知県         | タレント・元歌手、元さくら学院               |
| 2002年4月7日（23歳）  | 石橋蛍                 | 京都府         | 元歌手、元SUPER☆GiRLS                        |
| 2002年4月7日（23歳）  | マヤ＝レシア・ネイラー | イングランド   | 女優・歌手・モデル                           |
| 2002年4月12日（23歳） | 大倉空人               | 神奈川県       | 歌手、原因は自分にある。                     |
| 2002年4月19日（23歳） | ローレン・グレイ       | アメリカ合衆国 | シンガーソングライター                       |
| 2002年4月20日（23歳） | 吉乃さくら             | 東京都         | 歌手、元のーぷらん。                         |
| 2002年4月23日（23歳） | 梅本佑利               | 東京都         | 作曲家                                       |
| 2002年4月28日（23歳） | 榊美優                 | 香川県         | 歌手、STU48                                  |
| 2002年5月1日（23歳）  | 後藤聖那               | 神奈川県       | 歌手、Team Mecury From Zero PLANET/ERROR     |
| 2002年5月7日（23歳）  | バン・イェダム         | 大韓民国       | 歌手、TREASURE                               |
| 2002年5月10日（23歳） | 船木結                 | 大阪府         | 歌手、元アンジュルム/元カントリー・ガールズ  |
| 2002年5月12日（23歳） | 池田瑛紗               | 東京都         | 歌手、乃木坂46                               |
| 2002年5月14日（23歳） | 兼次桜菜               | 沖縄県         | 歌手、ふわふわ                               |
| 2002年5月15日（23歳） | 塚田百々花             | 静岡県         | 歌手、ふわふわ                               |
| 2002年5月15日（23歳） | 林鼓子                 | 静岡県         | 声優・元子役・歌手、Run Girls, Run!          |
| 2002年5月17日（23歳） | 阿部菜々実             | 山形県         | 歌手、パクスプエラ/元ラストアイドル          |
| 2002年5月17日（23歳） | 西川怜伽               | 奈良県         | 歌手                                         |
| 2002年5月18日（23歳） | 河野奈々帆             | 大阪府         | 歌手、NMB48                                  |
| 2002年5月24日（23歳） | 逢来りん               | 広島県         | 声優・歌手、BEST FRIENDS!                    |
| 2002年5月24日（23歳） | 藤田愛理               | 神奈川県       | 歌手、CROWN POP                              |
| 2002年5月24日（23歳） | 前田俊                 | 千葉県         | 歌手、ERROR                                  |
| 2002年5月28日（23歳） | 白川蘭珠               | 東京都         | 歌手、元夢みるアドレセンス                   |
| 2002年5月28日（23歳） | 北美梨寧               | 宮城県         | 歌手、いぎなり東北産                         |
| 2002年5月30日（23歳） | ナッティー             | タイ           | 歌手                                         |
| 2002年5月30日（23歳） | 豆原一成               | 岡山県         | 歌手、JO1                                    |
| 2002年6月7日（23歳）  | みゆな                 | 宮崎県         | 歌手                                         |
| 2002年6月23日（23歳） | 前田こころ             | 埼玉県         | 歌手、BEYOOOOONDS                            |
| 2002年6月24日（23歳） | 原田珠々華             | 神奈川県       | 歌手、元アイドルネッサンス                   |
| 2002年6月25日（23歳） | 白岡今日花             | 東京都         | 歌手、Task have Fun                          |
| 2002年6月25日（23歳） | ベンソン・ブーン       | アメリカ合衆国 | シンガーソングライター                       |

### 7月〜12月
| 生年月日・年齢         | 名前                   | 出身           | 職業・所属・備考                                                   |
| ---------------------- | ---------------------- | -------------- | ------------------------------------------------------------------ |
| 2002年7月2日（23歳）   | 尾澤ルナ               | 愛知県         | 元歌手、元SUPER☆GiRLS                                              |
| 2002年7月2日（23歳）   | 熊澤風花               | 埼玉県         | 歌手、Task have Fun                                                |
| 2002年7月5日（23歳）   | 矢作萌夏               | 埼玉県         | 歌手、元AKB48                                                      |
| 2002年7月9日（23歳）   | チャ・ジュノ           | 韓国           | 歌手、元X1                                                         |
| 2002年7月12日（23歳）  | 鵺瀬龍雅               | 青森県         | ミュージシャン                                                     |
| 2002年7月16日（23歳）  | ミリー・シャピロ       | アメリカ合衆国 | 女優・歌手                                                         |
| 2002年7月23日（23歳）  | 大平ひかる             | 東京都         | 歌手、元3B junior 元マジェスティックセブン/元アメフラっシ          |
| 2002年7月25日（23歳）  | 道枝駿佑               | 大阪府         | 歌手・俳優、なにわ男子                                             |
| 2002年7月29日（23歳）  | 秋山眞緒               | 大阪府         | 歌手、つばきファクトリー                                           |
| 2002年7月29日（23歳）  | 阿部夢梨               | 石川県         | 歌手、SUPER☆GiRLS                                                  |
| 2002年8月6日（23歳）   | 平瀬美里               | 千葉県         | 歌手、元B.O.L.T/元ロッカジャポニカ 元3B junior/元みにちあ☆ベアーズ |
| 2002年8月6日（23歳）   | 山本彩加               | 兵庫県         | 元歌手、元NMB48                                                    |
| 2002年8月14日（23歳）  | 尾野寺みさ             | 大阪府         | 歌手、Lily of the valley                                           |
| 2002年8月14日（23歳）  | 矢久保美緒             | 東京都         | 歌手、乃木坂46                                                     |
| 2002年8月15日（23歳）  | 長尾謙杜               | 大阪府         | 歌手、なにわ男子                                                   |
| 2002年8月23日（22歳）  | 岩﨑大昇               | 神奈川県       | 歌手、美 少年                                                      |
| 2002年8月31日（22歳）  | 崎山蒼志               | 静岡県         | シンガーソングライター                                             |
| 2002年9月3日（22歳）   | 園田あいか             | 熊本県         | 女優・歌手、元カメトレ                                             |
| 2002年9月6日（22歳）   | アッシャー・エンジェル | アメリカ合衆国 | 俳優・歌手                                                         |
| 2002年9月7日（22歳）   | 小坂菜緒               | 大阪府         | 歌手・モデル、日向坂46                                             |
| 2002年9月8日（22歳）   | ゲイテン・マタラッツォ | アメリカ合衆国 | 俳優・歌手                                                         |
| 2002年9月9日（22歳）   | ソン・ドンピョ         | 韓国           | 歌手、元X1                                                         |
| 2002年9月10日（22歳）  | 金村美玖               | 埼玉県         | 歌手、日向坂46                                                     |
| 2002年9月10日（22歳）  | 高尾奏音               | 東京都         | 声優・歌手、元アース・スター ドリーム                              |
| 2002年9月15日（22歳）  | 葉月結菜               | 宮城県         | 歌手、いぎなり東北産                                               |
| 2002年9月17日（22歳）  | 高橋真由               | 埼玉県         | 歌手、Pimm's/元ラストアイドル                                      |
| 2002年9月17日（22歳）  | カン・ミニ             | 韓国           | 歌手、元X1                                                         |
| 2002年9月20日（22歳）  | 猪狩蒼弥               | 東京都         | 歌手、HiHi Jets                                                    |
| 2002年9月28日（22歳）  | 濱岸ひより             | 福岡県         | 歌手、日向坂46                                                     |
| 2002年9月30日（22歳）  | 作間龍斗               | 神奈川県       | 歌手、HiHi Jets                                                    |
| 2002年10月8日（22歳）  | 伊藤理々杏             | 沖縄県         | 歌手、乃木坂46                                                     |
| 2002年10月12日（22歳） | 松本ももな             | 神奈川県       | 歌手、元ラストアイドル                                             |
| 2002年10月19日（22歳） | 村星りじゅ             | 埼玉県         | 歌手、ukka                                                         |
| 2002年10月24日（22歳） | Ado                    | 東京都         | 歌手                                                               |
| 2002年10月26日（22歳） | イ・ウンサン           | 韓国           | 歌手、元X1                                                         |
| 2002年10月28日（22歳） | ユメカ・ナウカナ?      | 埼玉県         | 歌手、CARRY LOOSE/元アイドルネッサンス                             |
| 2002年10月30日（22歳） | 安杜羽加               | 福島県         | 歌手、いぎなり東北産                                               |
| 2002年11月2日（22歳）  | 木﨑千聖               | 岐阜県         | 歌手、ラストアイドル                                               |
| 2002年11月5日（22歳）  | 山﨑夢羽               | 愛知県         | 歌手、BEYOOOOONDS                                                  |
| 2002年11月7日（22歳）  | 伊藤小春               | 愛知県         | 歌手、ふわふわ                                                     |
| 2002年11月11日（22歳） | 清水ひまわり           | 神奈川県       | 歌手、マジカル・パンチライン                                       |
| 2002年11月16日（22歳） | さなり                 | 徳島県         | 歌手                                                               |
| 2002年11月19日（22歳） | 小宮璃央               | 福岡県         | 歌手・俳優、Zero PLANET                                            |
| 2002年11月20日（22歳） | 掛橋沙耶香             | 岡山県         | 元歌手、元乃木坂46                                                 |
| 2002年11月22日（22歳） | 島崎友莉亜             | 神奈川県       | 歌手、アップアップガールズ（2）                                    |
| 2002年11月26日（22歳） | 植村颯太               | 大阪府         | 歌手、ERROR                                                        |
| 2002年11月30日（22歳） | ソン・ヒョンジュン     | 韓国           | 歌手、CRAVITY/元X1                                                 |
| 2002年12月1日（22歳）  | 山出愛子               | 鹿児島県       | 歌手、元さくら学院                                                 |
| 2002年12月8日（22歳）  | 愛来                   | 東京都         | 歌手、アメフラっシ/浪江女子発組合                                  |
| 2002年12月17日（22歳） | 佐藤龍我               | 神奈川県       | 歌手、美 少年                                                      |
| 2002年12月19日（22歳） | 石井萌々果             | 神奈川県       | 歌手、元Pocchimo                                                   |
| 2002年12月19日（22歳） | 幸阪茉里乃             | 三重県         | 歌手、櫻坂46                                                       |
| 2002年12月21日（22歳） | 愛子                   | 台湾           | 歌手、大小姐                                                       |

## 死去
- 1月2日 - アーミ・アーヴィッコ（ フィンランド、歌手、*1958年）
- 1月6日 - マリオ・ナシンベーネ（ イタリア、映画音楽作曲家、*1913年）
- 1月21日 - ペギー・リー（ アメリカ合衆国、歌手、*1920年）
- 1月24日 - イーゴリ・キプニス（ アメリカ合衆国、チェンバロ奏者・ピアニスト、*1930年）
- 2月14日 - ギュンター・ヴァント（ ドイツ、指揮者、*1912年）
- 2月24日 - レオ・オーンスタイン（ アメリカ合衆国、ピアニスト、*1893年）
- 3月22日 - ルドルフ・バウムガルトナー（ スイス、指揮者・ヴァイオリニスト、*1917年）
- 3月24日 - ドロシー・ディレイ（ アメリカ合衆国、ヴァイオリン教育者、*1917年）
- 4月5日 - レイン・ステイリー（ アメリカ合衆国、アリス・イン・チェインズのボーカル、*1967年）
- 4月7日 - 菊池章子（東京市、歌手、*1924年）
- 5月3日 - エフゲニー・スヴェトラーノフ（ ロシア、指揮者、*1928年）
- 5月13日 - 藤原誠（東京都、歌手、*1947年）
- 5月18日 - ヴォルフガング・シュナイダーハン（ オーストリア、ヴァイオリニスト、*1915年）
- 5月19日 - 兼田敏（京都府、作曲家、*1935年）
- 6月2日 - 鉄砲光三郎（河内音頭歌手、*1929年）
- 6月6日 - ロビン・クロスビー（ アメリカ合衆国、ギタリスト、*1959年）
- 6月13日 - 村田英雄（佐賀県、演歌歌手、*1929年）
- 6月18日 - 山本直純（東京都、作曲家・指揮者、*1932年）
- 6月27日 - ジョン・エントウィッスル（ イギリス、ザ・フーのベーシスト、*1944年）
- 7月2日 - レイ・ブラウン（ アメリカ合衆国、ジャズベーシスト、*1926年）
- 7月2日 - アール・ブラウン（ アメリカ合衆国、作曲家、*1926年）
- 7月29日 - 三木拓次（大阪府、RAZZ MA TAZZのギタリスト）
- 8月11日 - 鈴木共子（東京都、ヴァイオリニスト、*1920年）
- 8月31日 - ライオネル・ハンプトン（ アメリカ合衆国、ジャズビブラフォン奏者、*1908年）
- 9月4日 - ヴラド・ペルルミュテール（ フランス、ピアニスト、*1904年）
- 9月7日 - アーマ・フランクリン（ アメリカ合衆国、歌手、*1938年）
- 10月4日 - ペーター・リバール（ オーストリア、ヴァイオリニスト、*1913年）
- 10月9日 - ワンダ・ルッザート（ イタリア、ヴァイオリニスト、*1919年）
- 10月27日 - トム・ダウド（ アメリカ合衆国、音楽プロデューサー、*1925年）
- 11月27日 - スタンリー・ブラック（ イギリス、指揮者、*1913年）
- 12月2日 - マル・ウォルドロン（ アメリカ合衆国、ジャズピアニスト、*1926年）
- 12月22日 - ジョー・ストラマー（ イギリス、ロックミュージシャン、*1952年）
- 12月27日 - ダニエル・デファイエ（ フランス、サクソフォーン奏者、*1922年）